# Kokava nad Rimavicou
Kokava nad Rimavicou este o comună din Slovacia aflatâ în districtul Poltár, regiunea Banská Bystrica, pe malul râului Rimavica. Localitatea se află la altitudinea de 329 m deasupra n.m., se întinde pe o suprafață de 66,27 km2 și în 2017 număra 2.849 de locuitori.

## Istoric
Kokava nad Rimavicou este atestată documentar din 1481.

## Demografie
| An:                | 1994 | 2004   | 2014   | 2024   |
| ------------------ | ---- | ------ | ------ | ------ |
| Număr de persoane: | 3167 | 3118   | 2971   | 2703   |
| Diferență:         |      | −1,54% | −4,71% | −9,02% |

| An:                | 2023 | 2024   |
| ------------------ | ---- | ------ |
| Număr de persoane: | 2737 | 2703   |
| Diferență:         |      | −1,24% |